# Дилан Дог
Дилан Дог (енгл. Dylan Dog) је хорор стрип за одрасле, који је створио италијански сценариста и новинар Тицијано Склави (итал. Tiziano Sclavi) за италијанску издавачку кућу Серђо Бонели Едиторе, тј. Бонели комикс. Први број овог серијала изашао је у Италији 1986. године и већ после неколико бројева постигао велику популарност. Почетком 1990-их, Дилан је у целом свету излазио у месечном тиражу већем од 1.000.000 примерака. Дарк Хорс комикс је издавао енглеску верзију Дилана Дога. У бившој Југославији објављивао га је новосадски Дневник. У Србији је 2006. Систем Комикс објавио неколико стрип албума Дилан Дог - Гигант, а од 14. фебруара 2008. Дилана објављује издавачка кућа Весели четвртак. У Хрватској и Босни и Херцеговини, овај стрип објављује издавачка кућа Луденс.
Склави је за Бонели почео да пише крајем 20. века, када се концепција стрипа из основе мења - са авантуристичке тематике се пажња премешта на крупније теме. Аутори почињу да се занимају за одређена стилска места која су до тада била карактеристика махом књижевно-уметничких текстова. Публика престаје да се занима за ниску естетику тривијалних жанрова (в. Док Холидеј) и очекује да и стрип еволуира у уметност пригодну бављењу филозофским, метафизичким, оностраним, религијским темама. То од издавача, до тада окренутог скоро искључиво вестерну, захтева да ухвати корак са жељама читалачке публике, не само по тематици већ и по стилу моделовања наратива. Истина, Марти Мистерија је био преломни серијал који је (1982) показао да и мимо вестерна и послератних авантура постоји обиље тема које би чиниле добар стрип. Ипак, серијал о Дилану Догу је тај који је први постигао огроман успех код публике и достигао милионске тираже. Прича о истраживачу ноћних мора је позната по мрачним и дубоким темама, реминисценцијама на свет књижевних дела, сценама секса и сл.

## Сценарио и сценаристи
Дилан Дог је хорор серијал настао у Италији, земљи чија је публика махом била опредељена за жанрове страве и ужаса. Управо на хорору Склави и базира радњу серијала. Првобитно на лику зомбија - живог мртваца, да би касније увео у причу и вампире, вукодлаке, мумије, духове, разне демоне и читаву плејаду психопата и серијских убица. Међутим, оно што сугерише поетика читавог серијала о романтичном истраживачу ноћних мора је чињеница да су права чудовишта, заправо, људи.
Радња серијала у почетку се одвијала углавном у Лондону, да би се касније ширила по целој Великој Британији и свету. 
Склави је маестрално написао почетни део серијала, али се после неког времена осетио стваралачки замор. То је дало прилику другим ауторима да наставе његов рад. У писање сценарија укључен је већи број аутора који су самостално, или у сарадњи са Склавијем, потписивали Диланове авантуре. Ту су, између осталих, Кјавероти, Рују, Мињако, Меда, Нери, а последњих година укључили су се (потпуно нетипично за Бонелијеву пословну политику) и Енглез Робин Вуд и списатељица Паола Барбато. Ипак, општи је утисак критичара да Дилан најсигурније корача кроз свој свет паранормалног када га води његов духовни отац - Тицијано Склави.

## Илустратори
Физички лик и карактеристике Дилану је дао један од најбољих италијанских стрип цртача Клаудио Виља (Claudio Villa), инспирисан ликом енглеског глумца Руперта Еверета у филму „Друга земља“ (Another Country). Виља је био задужен и за осмишљавање првих насловница. По његовом престанку са радом на Дилану Догу, за креирање насловница задужен је Анђело Стано (Angelo Stano), човек који је нацртао и прву епизоду серијала. Као и код сценарија, и овде се касније прикључио низ сјајних цртача, који серијалу дају препознатљив идентитет, Међу њима су Рои, Триго, Амброзини, Пикато, Мињола, Вентури, Казертано, Бриндизи, Фрегијери, Монтанари, Грасани...

## Главни ликови
Гостујући у почетку на туђим серијалима (Мистер Но, Загор), Склави је научио да сваки серијал, да би преживео, мора имати добру подлогу. Темељ овог серијала представља његов главни протагониста, Дилан Дог. Уз Дилана, језгро приче чине његови најбољи пријатељи, помоћник Гручо и полицијски инспектор Скотланд Јарда Блок. Уз обиље мање или више бизарних епизодиста, ова три лика сасвим лепо одржавају серијал у самом врху успешности у Италији.

### Дилан Дог
Дилан Дог је приватни детектив за ноћне море и друге ужасе, који пркоси традицији хорора особинама надреализма и антибуржоаске реторике. Потка на основу које Склави гради лик је вечни Диланов антагонизам према оцу и творцу серума зомбификације, доктору Ксабарасу (мали анаграм од Абраксаса). Иста потка везује Дилана са његовом вечном трагичном љубављу Морганом. Овај ореол трагичности лебди над главним ликом кроз цео серијал, не дозвољавајући му да одржи ни једну трајну љубавну везу. Та меланхолија, уз привлачан физички изглед, чини да ка овом стрипу гравитира претежно женска публика, иначе нетипична за стрип. 
Дилан Дог је бивши полицајац Скотланд Јарда који клијентима своје услуге изнајмљује за скромну суму, због чега је увек без довољно новца. Његова одећа је један од његових дефинишућих особина: он је увек исто обучен, у црни сако, црвену кошуљу и плаве фармерке. Своје прошлости се не сећа. Живи у стану препуном хорор фигура и језивих мотива из света страве и ужаса, чак се и уместо типичног звона на вратима чује застрашујући врисак. Хобији су му склапање макета једрењака и свирање кларинета, једрењак никад није до краја склопио чиме се сугерише немогућност проналаска одговора на одређена егзистенцијална питања (Дилан покушава да састави једрењак махом у моментима контемплирања), исто тако никада није научио да ваљано одсвира "Ђавољу сонату" Ђузепеа Тартинија, што му је омиљена композиција. Има много страхова, међу којима су страх од слепих мишева, акрофобија (страх од висине), клаустрофобија (страх од затвореног простора) и тд. Дилан је такође посебно подложан болести путовања, што је разлог зашто ретко путује. Лечени алкохоличар и Вегетаријанац такође је и безнадежни романтик који воли и изгуби нову девојку у скоро сваком броју. У своја, по правилу потенцијално смртоносна истраживања иде наоружан оштрим интелектом, инстинктом који назива Пето и по чуло и старинским пиштољем који никада нема при себи. Има чак и омиљену изреку: "Јудо плесачу"...
Очигледно, Дилан Дог је у потпуности заокружен лик, способан да сам изнесе читав серијал, али Склави није ништа препустио случају. Изградио је око њега подједнако чврст и богат миље.

### Гручо
Гручо је Диланов помоћник који је, од главе до пете, позајмљен из филмова браће Маркс и живота и дела Груча Маркса. Гручо је познат по томе што увек пуши кубанску цигару, из рукава сипа глупе вицеве и свом шефу пружа моралну подршку (заправо разрешење великог броја епизода и чине сцене када Гручо Дилану добацује пиштољ којим овај решава случај). Гручо је комичан лик — једини који опонира мрачној атмосфери читавог стрипа.

### Инспектор Блок
Инспектор Блок има слаб стомак, лице од гранита и слабу тачку у виду свог бившег потчињеног момка у полицији по имену Дилан Дог, коме редовно помаже. Тежи пензији и плаши се да ће помагањем у случајевима које народ сматра лакрдијашким изгубити право на исту.

### Остали главни ликови
Доктор Ксабарас, Сибил Браунинг, Моргана, Крендал Рид, Живот, Дилан Старији, Каљостро, Нико.

## Значај Дилана Дога за издавачку кућу Бонели
Иако је почео да се објављује у оквиру издавачке куће Бонели, Дилан Дог се доста разликује од тада доминантних стрипова овог издавача, који су редовно излазили у бившој Југославији. Јунаци као што су Текс Вилер, Загор, Командант Марк, Мистер Но итд. су, иако смештени у посебан историјски период, били акултурни - у епизодама углавном није било референци на културу у којој су јунаци живели. Дилан Дог је овде направио огроман заокрет, јер представља стрип у коме се стално појављују референце на културни контекст у коме главни јунак живи - филм, музику (рок и класичну), политику, економију, друштвене проблеме итд. Мотиви за велик број епизода Дилана Дога више нису ванвременски, већ су инспирисани конкретним филмовима, књигама, рок групама, композиторима, глумцима, режисерима, писцима, итд. (Овакав приступ је пре Дилан Дога могао да се примети у стриповима о Марти Мистерији - који је у оквиру Бонелија почео да излази 1982. године, али у много мањем обиму)
Рецимо, већ цела прва епизода Дилана Дога показује колико су аутори били инспирисани филмском уметношћу. Тема епизоде је под великим утицајем филмова као што су Night of the Living Dead (1968) и Dawn of the Dead (1978) америчког режисера Џорџа А. Ромера. Главни ликови су такође преузети из филмова. Лик Дилан Дога је највероватније инспирисан британским глумцем Рупертом Еверетом (1959), а лик инспектора Блока глумцем Робертом Морлијем (1908-1992). Име Блок је, вероватно, алузија на име писца Роберта Блока, који је написао књигу по којој је Алфред Хичкок направио свој чувени филм Психо (1960). Улица у којој живи Дилан носи назив Craven Road no. 7, што је највероватније асоцијација на Вес Крејвена, чувеног америчког режисера хорор филмова. Диланов главни помоћник је Гручо Маркс, један од јунака филмова о Браћи Маркс. Лик др.Ксабараса највероватније је инспирисан ликом др Фредерика Тревса, којег је играо Ентони Хопкинс у филму Човек-слон (1980). Диланово име преузето је од омиљеног песника Тицијана Склавија - Дилана Томаса.

## Издања

### Редовно издање
Серијал је дебитовао октобра 1986., бројем са насловом Зора живих мртваца (L'alba dei morti viventi), који је осмислио Тицијано Склави и илустровао Анђело Стано; он се показао као велики издавачки успех у годинама које су следиле. Маја 2003. је изашао 200-ти број, који је осмислила Паола Барбато, а илустровао Бруно Бриндизи.

### Поново штампана издања
Прва серија поново штампаних издања је изашла јула 1990, друга јуна 1991, а трећа јуна 1996, овај пут названа „Колекција“ (Collezione Book).
Фебруара 1997. издат је "Super Book", тромесечно издање које је поново објавило специјалне бројеве који су штампани претходних 10 година.

### Годишња издања
Августа 1987. специјално годишње издање је додато месечним бројевима, названо просто „Специјални број“ (Numero Speciale), са причом дужом од обичне и са додатком мале књижице о разним хорор темама.
Још једно годишње издање „Алманах страха“ (L'almanacco della paura) је додато марта 1991, заједно са регуларним причама о Дилану, у којем су се могли пронаћи чланци и занимљивости о филму, књижевности и осталим темама које су се тицале хорора.
Јануара 1993. је изашло ново годишње издање, „Дилан Дог Гигант“ (Dylan Dog Gigante), названо тако јер је било у А4 формату и зато што је садржало више прича. Касније је почело да излази на 292 странице, са само једном причом.
"Макси Дилан Дог“ (Dylan Dog maxi) се појавио јула 1998. Ово је било још једно годишње издање, које је скупило три претходно необјављене приче.

### Специјална издања
Октобра 1990. се појавило издање „Дилан Дог и Марти Мистерија - Последња станица: Ужас!" (Dylan Dog e Martin Mystère - Ultima Fermata: l'incubo). То је прича у којој се истражитељ ноћних мора удружује са још једним чувеним Бонелијевим ликом, Мартијем Мистеријом. Алфредо Кастели и Тицијано Склави су написали ову причу, а Ђовани Фрегијери је урадио цртеже. Ова прича је имала наставак под именом Крај света (Dylan Dog e Martin Mystère - La Fine del Mondo1992.

### Дарк Хорс
Амерички издавач Дарк Хорс Комикс је објавио 7 бројева на енглеском, 6 у 1999. и један 2002. У овој верзији Гручо је, због правних проблема, преименован у Феликса. Мајк Мањола је нацртао нове корице за издања из 1999.

## Издања Дилан Дога у Србији
Списак епизода Дилана Дога изашлих у бившој Југославији и Србији.

## Naslovne strane regularne edicije
Naslovne strane regularne edicije od početka serijala 1986. godine dugo je crtao Anđelo Stano. Od epizode Izgubljene stvari (2016) crtanje je preuzeo Điđi Kavenađo, a od epizode Plavi trenutak (2021) posao su preuzeli Đanluka i Raul Čestaro.

## Популарност Дилан Дога у Србији
Према једном научном становишту, велика популарност Дилан Дога у Србији може да се захвали популарности легенди и митова о вампирима на простору бивше Југославије.

## Филмови инспирисани Диланом Догом

### 
Године 1994. италијански редитељ Микеле Соави је режирао филм Dellamorte Dellamore, чији је сценарио написао Ђовани Ромоли, и који је заснован на роману сличног имена Тицијана Склавија. Овај роман је био инспирисан трећим специјалним бројем Дилана Дога, „Црним хорором“ (Orrore nero), објављеном јула 1989, у коме Дилан упознаје Деламортеа, неку врсту италијанског алтер-ега.
Енглески глумац Руперт Еверет је глумио главног јунака Франческа Деламортеа, а италијански модел и глумица Ана Фалки је играла главну женску улогу. Иако је Еверет, играјући Деламортеа, носио Диланов костим, лик Дилана Дога се није појавио у филму.

### Дилан Дог: У тмини ноћи
Године 2011. снимљен је дугометражни играни филм Дилан Дог: У тмини ноћи (Dylan Dog: Dead of night). Филм је режирао Кевин Манро, а главна улога припала је Брандону Рауту, познатом по улози Супермена.